# خلیج چائون
خلیج چائون (روسی: Чаунская губа) یک خلیج در دریای سیبری شرقی و ناحیه خودگردان چوکوتکای کشور روسیه است.